# Golo Brdo (Brda)
Golo Brdo is een plaats in Slovenië en maakt deel uit van de gemeente Brda in de NUTS-3-regio Goriška. De plaats telde 24 inwoners op 1 januari 2020.